# Convenzione dell'Aia (1961)
La convenzione riguardante l'abolizione della legalizzazione di atti pubblici stranieri (nota anche come convenzione sull'apostilla o trattato sull'apostilla) è un trattato internazionale redatto dalla conferenza dell'Aja di diritto internazionale privato (Hague Conference on Private International Law - HCCH) e adottato a l'Aja il 5 ottobre 1961. Essa specifica le modalità attraverso le quali un documento emesso in uno dei paesi sottoscrittori può essere certificato per scopi legali in tutti gli altri stati sottoscrittori. Una certificazione rilasciata in base ai termini della convenzione è definita apostilla (originariamente dal latino a post illa, poi passata al francese apostille). Si tratta di una certificazione internazionale comparabile alla notarizzazione in diritto nazionale e normalmente si aggiunge alla notarizzazione locale del documento. Se tra due stati si applica la convenzione, tale apostilla è sufficiente per certificare la validità di un documento, senza necessità di una doppia certificazione da parte del paese originario e di quello ricevente.

## Procedura
Le apostille sono apposte dalle "autorità competenti" designate dal governo di uno stato partecipante alla convenzione. Un elenco di queste autorità è tenuto dalla conferenza dell'Aja di diritto internazionale privato. Esempi di autorità designate sono ambasciate, ministeri, tribunali o amministrazioni locali. Ad esempio, negli Stati Uniti il segretario di stato di ciascuno stato federato e i suoi vice sono solitamente autorità competenti. Nel Regno Unito tutte le apostille sono emesse dal Foreign Office di Milton Keynes.
Per avere i requisiti per un'apostilla, un documento deve per prima cosa essere rilasciato o certificato da un funzionario dell'autorità che emetterà l'apostilla. Ad esempio, nello stato americano del Vermont, il segretario di Stato tiene l'elenco delle firme di tutti i notai pubblici, affinché i documenti notarizzati siano idonei per le apostille.

## Informazioni

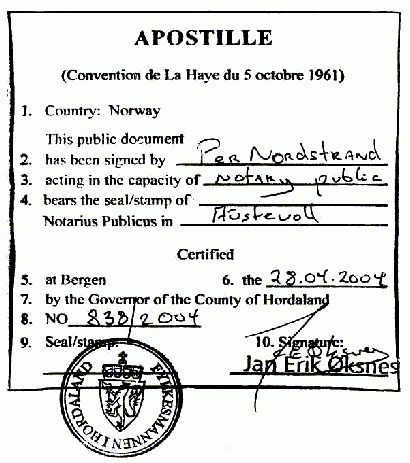
Un'apostilla emessa da autorità norvegesi.

L'apostilla stessa è un timbro o un modulo stampato composto da dieci campi standard numerati. In alto c'è il testo APOSTILLE, sotto il quale viene posto il testo Convention de La Haye du 5 octobre 1961 ("Convenzione dell'Aia del 5 ottobre 1961" in lingua francese). Questo titolo deve essere scritto in francese affinché l'apostilla sia valida (articolo 4 della convenzione). Nei campi numerati, sono inserite le seguenti informazioni (possono essere nella lingua ufficiale dell'autorità che la emette o in una seconda lingua):

## Legalizzazione
Uno stato che non ha sottoscritto la convenzione deve specificare in che modo i documenti legali stranieri possono essere certificati per il loro uso. Due paesi possono avere una convenzione speciale sul riconoscimento reciproco dei documenti pubblici, ma in pratica è raro che ciò avvenga. 
|                                                                                | |
| Un'apostilla emessa dallo Stato dell'Alabama in base alla Convenzione dell'Aia | Essendo il Canada uno stato non partecipante alla Convenzione dell'Aia, i documenti canadesi devono essere certificati due volte per poter essere utilizzati all'estero: dal Ministero Canadese degli Affari Esteri e successivamente dal consolato dello stato destinatario (i Paesi Bassi, in questo caso) |

## Stati partecipanti alla convenzione
La convenzione ha 127 partecipanti ed è in vigore per tutti i membri dell'Unione europea e quasi tutti i membri della conferenza dell'Aja di diritto internazionale privato (ne rimangono esclusi solo dieci paesi).
Gli ultimi Stati in cui è entrata in vigore sono Cina e Pakistan nel 2023 e Canada e Ruanda nel 2024. Lo stato di prossima entrata in vigore è il Bangladesh, dal 30 marzo 2025.
| Stato                     | Entrata in Vigore | Apostilla non riconosciuta da | Note |
| ------------------------- | ----------------- | --- | --- |
| Albania                   | 9 maggio 2004     | Belgio (fino al 2015), Germania, Grecia, Italia (fino al 2011) e Spagna (fino al 2017) | |
| Andorra                   | 31 dicembre 1996  | | |
| Antigua e Barbuda         | 1 novembre 1981   | | |
| Arabia Saudita            | 7 dicembre 2022   | | |
| Argentina                 | 18 febbraio 1988  | Kosovo | |
| Armenia                   | 14 ottobre 1994   | Kosovo | |
| Australia                 | 16 marzo 1995     | | |
| Austria                   | 13 gennaio 1968   | Burundi, Kirghizistan, Kosovo, Mongolia, Repubblica Dominicana, Tagikistan, Uzbekistan | |
| Azerbaigian               | 2 marzo 2005      | Germania, Kosovo, Paesi Bassi (fino al 2010), Ungheria (fino al 2005) | |
| Bahamas                   | 10 luglio 1973    | | |
| Bahrein                   | 31 dicembre 2013  | | |
| Bangladesh                | 30 marzo 2025     | | |
| Barbados                  | 30 novembre 1966  | | |
| Belgio                    | 9 febbraio 1973   | Albania (fino al 2015), India (fino al 2008), Kirghizistan, Liberia, Mongolia, Repubblica Dominicana, Tagikistan, Ucraina (fino al 2004), Uzbekistan | |
| Belize                    | 11 aprile 1993    | | |
| Bielorussia               | 31 maggio 1992    | Kosovo | |
| Bolivia                   | 7 maggio 2018     | | |
| Bosnia ed Erzegovina      | 6 marzo 1992      | | |
| Botswana                  | 30 settembre 1966 | | |
| Brasile                   | 14 agosto 2016    | | |
| Brunei                    | 3 dicembre 1987   | | |
| Bulgaria                  | 29 aprile 2001    | | |
| Burundi                   | 13 febbraio 2015  | Austria, Germania, Polonia, Repubblica Ceca | |
| Canada                    | 11 gennaio 2024   | | |
| Capo Verde                | 13 febbraio 2010  | | |
| Cile                      | 30 agosto 2016    | | |
| Cina                      | 8 marzo 2023      | | |
| Cipro                     | 30 aprile 1973    | Kosovo | |
| Colombia                  | 30 gennaio 2001   | | |
| Corea del Sud             | 14 luglio 2007    | | |
| Costa Rica                | 14 dicembre 2011  | | |
| Croazia                   | 8 dicembre 1991   | | |
| Danimarca                 | 26 dicembre 2006  | | Non si applica in Groenlandia e nelle isole Fær Øer |
| Dominica                  | 3 novembre 1978   | | |
| Ecuador                   | 2 aprile 2005     | | |
| El Salvador               | 31 maggio 1996    | | |
| Estonia                   | 30 settembre 2001 | | |
| Figi                      | 10 ottobre 1970   | | |
| Filippine                 | 14 maggio 2019    | | |
| Finlandia                 | 26 agosto 1986    | | |
| Francia                   | 24 gennaio 1965   | | |
| Georgia                   | 14 maggio 2007    | Germania (fino al 2010), Grecia (fino al 2015), Kosovo | |
| Germania                  | 13 febbraio 1966  | Albania, Azerbaigian, Burundi, Georgia (fino al 2010), India, Kirghizistan, Kosovo, Liberia, Marocco, Moldavia, Mongolia, Paraguay, Perù (fino al 2014), Repubblica Dominicana, Tagikistan, Ucraina (fino al 2010), Uzbekistan                                                                | |
| Giamaica                  | 3 luglio 2021     | | |
| Giappone                  | 27 luglio 1970    | | |
| Grecia                    | 18 maggio 1985    | Albania, Georgia (fino al 2015), Kirghizistan, Kosovo, Mongolia, Perù, Uzbekistan | |
| Grenada                   | 7 aprile 2002     | | |
| Guatemala                 | 18 settembre 2017 | | |
| Guyana                    | 18 aprile 2019    | | |
| Honduras                  | 30 dicembre 2004  | | |
| Hong Kong                 | 25 aprile 1965    | | La convenzione è ancora applicabile a Hong Kong nonostante il trasferimento della sovranità dal Regno Unito alla Repubblica Popolare Cinese del 1º luglio 1997 |
| India                     | 14 luglio 2005    | Belgio (fino al 2008), Finlandia (fino al 2009), Germania, Kosovo, Paesi Bassi (fino al 2008), Spagna (fino al 2008) | |
| Irlanda                   | 9 marzo 1999      | | |
| Islanda                   | 27 novembre 2004  | | |
| Isole Cook                | 30 aprile 2005    | | |
| Isole Marshall            | 14 agosto 1992    | | |
| Israele                   | 14 agosto 1978    | Kosovo | |
| Italia                    | 11 febbraio 1978  | Albania (fino al 2011) | |
| Kazakistan                | 30 gennaio 2001   | | |
| Kirghizistan              | 31 luglio 2011    | Austria, Belgio, Germania, Grecia | |
| Kosovo                    | 14 luglio 2016    | Argentina, Armenia, Austria, Azerbaigian, Bielorussia, Cina (per Hong Kong e Macao), Cipro, Germania, Georgia, Grecia, India, Israele, Mauritius, Messico, Moldavia, Namibia, Nicaragua, Paraguay, Perù, Polonia, Romania, Russia, Serbia, Slovacchia, Spagna, Ucraina, Uzbekistan, Venezuela | |
| Lesotho                   | 4 dicembre 1966   | | |
| Lettonia                  | 30 gennaio 1996   | | |
| Liberia                   | 8 febbraio 1996   | Belgio, Germania, Stati Uniti (fino al 2015) | |
| Liechtenstein             | 17 settembre 1972 | | |
| Lituania                  | 19 luglio 1997    | | |
| Lussemburgo               | 3 giugno 1979     | | |
| Macao                     | 4 febbraio 1969   | Kosovo | La convenzione è ancora applicabile a Macao nonostante il trasferimento della sovranità dal Portogallo alla Repubblica Popolare Cinese del 20 dicembre 1999    |
| Macedonia                 | 17 novembre 1991  | | |
| Malawi                    | 2 dicembre 1967   | | |
| Malta                     | 3 marzo 1968      | | |
| Mauritius                 | 12 marzo 1968     | Kosovo | |
| Messico                   | 14 agosto 1995    | Kosovo | |
| Moldavia                  | 16 marzo 2007     | Germania, Kosovo | |
| Monaco                    | 31 dicembre 2002  | | |
| Mongolia                  | 31 dicembre 2009  | Austria, Belgio, Finlandia, Germania, Grecia | |
| Montenegro                | 3 giugno 2006     | | |
| Marocco                   | 14 agosto 2016    | Germania | |
| Namibia                   | 30 gennaio 2001   | Kosovo | |
| Nuova Zelanda             | 22 novembre 2001  | | |
| Nicaragua                 | 14 maggio 2013    | Kosovo | |
| Niue                      | 2 marzo 1999      | | |
| Norvegia                  | 29 luglio 1983    | | |
| Oman                      | 30 gennaio 2012   | | |
| Paesi Bassi               | 8 ottobre 1965    | Azerbaigian (fino al 2010), India (fino al 2008), Repubblica Dominicana | Include Aruba, Curaçao e Sint Maarten |
| Pakistan                  | 8 luglio 2022     | | |
| Palau                     | 23 giugno 2020    | | |
| Panama                    | 4 agosto 1991     | | |
| Paraguay                  | 30 agosto 2014    | Germania, Kosovo | |
| Perù                      | 30 settembre 2010 | Germania (fino al 2014), Grecia, Kosovo | |
| Polonia                   | 14 agosto 2005    | Kosovo | |
| Portogallo                | 4 febbraio 1969   | | |
| Regno Unito               | 24 gennaio 1965   | | Include le dipendenze della Corona e i territori d'oltremare britannici                                                                                        |
| Repubblica Ceca           | 16 marzo 1999     | | |
| Repubblica Dominicana     | 30 agosto 2009    | Austria, Belgio, Germania, Paesi Bassi | |
| Romania                   | 13 marzo 2001     | Kosovo | |
| Ruanda                    | 5 giugno 2024     | | |
| Russia                    | 31 maggio 1992    | | |
| Saint Kitts e Nevis       | 14 dicembre 1994  | | |
| Saint Lucia               | 31 luglio 2002    | | |
| Saint Vincent e Grenadine | 27 ottobre 1979   | | |
| Samoa                     | 13 settembre 1999 | | |
| San Marino                | 13 febbraio 1995  | | |
| São Tomé e Príncipe       | 13 settembre 2008 | | |
| Senegal                   | 23 marzo 2023     | | |
| Serbia                    | 27 aprile 1992    | Kosovo | Ratificato come Repubblica Federale di Jugoslavia |
| Seychelles                | 31 marzo 1979     | | |
| Singapore                 | 16 settembre 2021 | | |
| Slovacchia                | 18 febbraio 2002  | Kosovo | |
| Slovenia                  | 25 giugno 1991    | | |
| Sudafrica                 | 30 aprile 1995    | | |
| Spagna                    | 25 settembre 1978 | Albania, India (fino al 2008), Kosovo | |
| Stati Uniti               | 15 ottobre 1981   | Liberia (fino al 2015) | |
| Suriname                  | 25 novembre 1975  | | |
| Svezia                    | 1 maggio 1999     | | |
| Svizzera                  | 11 marzo 1973     | | |
| Swaziland                 | 6 settembre 1968  | | |
| Tagikistan                | 31 ottobre 2015   | | |
| Tonga                     | 4 giugno 1970     | | |
| Trinidad e Tobago         | 14 luglio 2000    | | |
| Tunisia                   | 30 marzo 2018     | | |
| Turchia                   | 29 settembre 1985 | | |
| Ucraina                   | 22 dicembre 2003  | Belgio (fino al 2004), Grecia (Fino al 2010), Kosovo | |
| Ungheria                  | 18 gennaio 1973   | Azerbaigian (fino al 2005) | |
| Uruguay                   | 14 ottobre 2012   | | |
| Uzbekistan                | 15 aprile 2012    | Austria, Belgio, Germania, Grecia, Kosovo | |
| Vanuatu                   | 30 luglio 1980    | | |
| Venezuela                 | 16 marzo 1999     | Kosovo | |